# ديفيد س. حنا
ديفيد س. حنا (بالإنجليزية: David Hanna)‏ هو فيزيائي بريطاني، ولد في 1941 في المملكة المتحدة.